# Суньяні
Суньяні — місто у Гані, столиця області Бронг-Ахафо. Населення міста становить 248 496 осіб (станом на 2012 рік).

## Міста-побратими
|     | Країна | Місто     | Місто     |  | Округ / Регіон / Штат | Дата |
| --- | ------ | --------- | --------- |  | --------------------- | ---- |
| США | США    | Таскалуса | Таскалуса |  | Алабама               |      |